# Wethersta

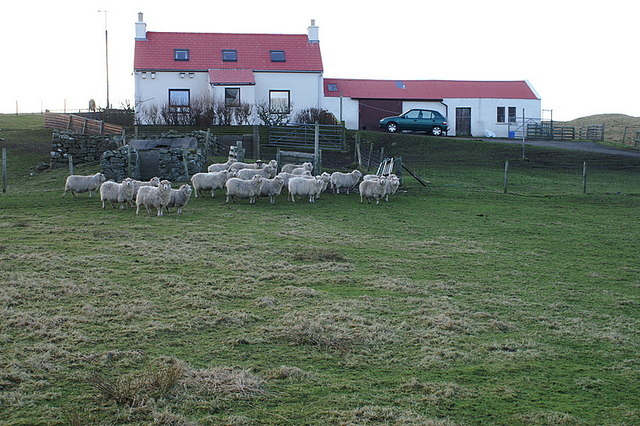
Haus und Schafe in Wethersta

Wethersta ist eine kleine Ortschaft, die in Schottland im Norden der Shetlandinseln liegt.

## Geographie
Wethersta liegt im Norden von Mainland zwischen den Meeresbuchten Busta Voe im Nordwesten und Olna Firth im Südosten. Sie werden getrennt durch die Landspitze Hevden Ness im Westen des Ortes. Nach Brae sind es 3 Kilometer in nördlicher Richtung, auf dem Weg dorthin kommt man durch Burravoe. Die Insel Linga liegt südwestlich des Ortes zwischen den beiden Buchten.

## Historisches
Im Rahmen der historischen Gliederung Schottlands in Civil Parishes zählt Wethersta zu Delting.

## Verkehr
An Wethersta vorbei verläuft die A970, die, in diesem Abschnitt, Hillside im Süden mit Hillswick im Norden verbindet.